# Milton Guallapa
Milton Patricio Guallpa Suquilema (ur. 1988) – ekwadorski zapaśnik walczący w obu stylach. Zajął piąte miejsce na igrzyskach panamerykańskich w 2007. Brązowy medal na mistrzostwach panamerykańskich w 2014, na igrzyskach Ameryki Południowej w 2014, a także na igrzyskach boliwaryjskich w 2009. Mistrz Ameryki Południowej w 2011, drugi w 2013 i trzeci w 2009 i 2014 roku. Jego brat Enrique Guallpa jest również zapaśnikiem.